# Boucles de la Mayenne 2024
La 49e édition des Boucles de la Mayenne a lieu du 23 au 26 mai 2024 en France, dans le département de la Mayenne. La course fait partie du calendrier UCI ProSeries 2024 en catégorie 2.Pro.
Le Crédit Mutuel est à nouveau partenaire pour cette édition.

## Parcours
Les Boucles de la Mayenne 2024 se composent d'un prologue de 5,5 km dans les rues de Laval puis de trois étapes en ligne organisées dans les différentes parties du département de la Mayenne pour une distance totale de 551 km. La deuxième étape est plus dure avec sept côtes répertoriées à gravir dont six fois la côte des Égoutelles, dans la commune de Villepail.

## Équipes participantes
Vingt-et-une équipes participent à la course : huit UCI WorldTeams, neuf équipes continentales professionnelles et quatre équipe continentale :
| WorldTeams (8)- Arkéa-B&B Hotels - Cofidis - Decathlon-AG2R La Mondiale - Groupama-FDJ - UAE Team Emirates - Movistar Team - EF Education-EasyPost - Team Jayco AlUla ProTeams (9)- Lotto Dstny - TotalEnergies - Bingoal WB - Polti Kometa - Burgos-BH - Tudor Pro Cycling Team - Q36.5 Pro Cycling Team - Caja Rural-Seguros RGA - Euskaltel-Euskadi Équipes continentales (4)- Saint Michel-Mavic-Auber 93 - Van Rysel-Roubaix - Nice Métropole Côte d'Azur - CIC U Nantes Atlantique |
| |

## Étapes
| Étape     | Date   | Villes étapes                 | type                        | Distance (km) | Dénivelé (m) | Vainqueur d'étape   | Leader du classement général |
| --------- | ------ | ----------------------------- | --------------------------- | ------------- | ------------ | ------------------- | ---------------------------- |
| Prologue  | 23 mai | Laval – Laval                 | contre-la-montre individuel | 5,5           | 58 m         | Benoît Cosnefroy    | Benoît Cosnefroy             |
| 1re étape | 24 mai | Saint-Berthevin – Ernée       | étape vallonnée             | 167,5         | 1 827 m      | Émilien Jeannière   | Benoît Cosnefroy             |
| 2e étape  | 25 mai | Le Ham – Villaines-la-Juhel   | étape vallonnée             | 208,8         | 3 429 m      | Alberto Bettiol     | Alberto Bettiol              |
| 3e étape  | 26 mai | Quelaines-Saint-Gault – Laval | étape de plaine             | 169,2         | 1 212 m      | Valentin Retailleau | Alberto Bettiol              |

## Diffusion
Depuis 2017, l'épreuve est retransmise en direct à la télévision par la chaîne L'Équipe. Cette édition peut également être suivi sur le player Eurosport.
En 2024, la retransmission est assurée par France3 Pays de Loire.

## Déroulement de la course

### Prologue
| \| Classement de l'étape \| Classement de l'étape \| Classement de l'étape \| Classement de l'étape \| Classement de l'étape \| \| Coureur \| Coureur \| Pays \| Équipe \| Temps \| \| --------------------- \| --------------------- \| --------------------- \| -------------------------- \| --------------------- \| \| 1er \| Benoît Cosnefroy \| France \| Decathlon-AG2R La Mondiale \| 6 min 49 s \| \| 2e \| Ivo Oliveira \| Portugal \| UAE Team Emirates \| + 1 s \| \| 3e \| Samuel Watson \| Royaume-Uni \| Groupama-FDJ \| + 3 s \| \| 4e \| Alberto Bettiol \| Italie \| EF Education-EasyPost \| + 5 s \| \| 5e \| Axel Zingle \| France \| Cofidis \| + 5 s \| \| 6e \| Dorian Godon \| France \| Decathlon-AG2R La Mondiale \| + 6 s \| \| 7e \| Pierre Gautherat \| France \| Decathlon-AG2R La Mondiale \| + 7 s \| \| 8e \| Kelland O'Brien \| Australie \| Team Jayco AlUla \| + 9 s \| \| 9e \| Iván Romeo \| Espagne \| Movistar Team \| + 9 s \| \| 10e \| Marijn van den Berg \| Pays-Bas \| EF Education-EasyPost \| + 11 s \| |                     |             |                            |            |
| |                     |             |                            |            |
| Source : ProCyclingStats |                     |             |                            |            |
| Classement de l'étape |                     |             |                            |            |
| Coureur | Coureur             | Pays        | Équipe                     | Temps      |
| 1er | Benoît Cosnefroy    | France      | Decathlon-AG2R La Mondiale | 6 min 49 s |
| 2e | Ivo Oliveira        | Portugal    | UAE Team Emirates          | + 1 s      |
| 3e | Samuel Watson       | Royaume-Uni | Groupama-FDJ               | + 3 s      |
| 4e | Alberto Bettiol     | Italie      | EF Education-EasyPost      | + 5 s      |
| 5e | Axel Zingle         | France      | Cofidis                    | + 5 s      |
| 6e | Dorian Godon        | France      | Decathlon-AG2R La Mondiale | + 6 s      |
| 7e | Pierre Gautherat    | France      | Decathlon-AG2R La Mondiale | + 7 s      |
| 8e | Kelland O'Brien     | Australie   | Team Jayco AlUla           | + 9 s      |
| 9e | Iván Romeo          | Espagne     | Movistar Team              | + 9 s      |
| 10e | Marijn van den Berg | Pays-Bas    | EF Education-EasyPost      | + 11 s     |

| \| Classement général \| Classement général \| Classement général \| Classement général \| Classement général \| \| Coureur \| Coureur \| Pays \| Équipe \| Temps \| \| ------------------ \| ------------------- \| ------------------ \| -------------------------- \| ------------------ \| \| 1er \| Benoît Cosnefroy \| France \| Decathlon-AG2R La Mondiale \| 6 min 49 s \| \| 2e \| Ivo Oliveira \| Portugal \| UAE Team Emirates \| + 1 s \| \| 3e \| Samuel Watson \| Royaume-Uni \| Groupama-FDJ \| + 3 s \| \| 4e \| Alberto Bettiol \| Italie \| EF Education-EasyPost \| + 5 s \| \| 5e \| Axel Zingle \| France \| Cofidis \| + 5 s \| \| 6e \| Dorian Godon \| France \| Decathlon-AG2R La Mondiale \| + 6 s \| \| 7e \| Pierre Gautherat \| France \| Decathlon-AG2R La Mondiale \| + 7 s \| \| 8e \| Kelland O'Brien \| Australie \| Team Jayco AlUla \| + 9 s \| \| 9e \| Iván Romeo \| Espagne \| Movistar Team \| + 9 s \| \| 10e \| Marijn van den Berg \| Pays-Bas \| EF Education-EasyPost \| + 11 s \| |                     |             |                            |            |
| |                     |             |                            |            |
| Source : ProCyclingStats |                     |             |                            |            |
| Classement général |                     |             |                            |            |
| Coureur | Coureur             | Pays        | Équipe                     | Temps      |
| 1er | Benoît Cosnefroy    | France      | Decathlon-AG2R La Mondiale | 6 min 49 s |
| 2e | Ivo Oliveira        | Portugal    | UAE Team Emirates          | + 1 s      |
| 3e | Samuel Watson       | Royaume-Uni | Groupama-FDJ               | + 3 s      |
| 4e | Alberto Bettiol     | Italie      | EF Education-EasyPost      | + 5 s      |
| 5e | Axel Zingle         | France      | Cofidis                    | + 5 s      |
| 6e | Dorian Godon        | France      | Decathlon-AG2R La Mondiale | + 6 s      |
| 7e | Pierre Gautherat    | France      | Decathlon-AG2R La Mondiale | + 7 s      |
| 8e | Kelland O'Brien     | Australie   | Team Jayco AlUla           | + 9 s      |
| 9e | Iván Romeo          | Espagne     | Movistar Team              | + 9 s      |
| 10e | Marijn van den Berg | Pays-Bas    | EF Education-EasyPost      | + 11 s     |

### 1reétape
| \| Classement de l'étape \| Classement de l'étape \| Classement de l'étape \| Classement de l'étape \| Classement de l'étape \| \| Coureur \| Coureur \| Pays \| Équipe \| Temps \| \| --------------------- \| --------------------- \| --------------------- \| -------------------------- \| --------------------- \| \| 1er \| Émilien Jeannière \| France \| TotalEnergies \| 3 h 48 min 29 s \| \| 2e \| Paul Penhoët \| France \| Groupama-FDJ \| + 0 s \| \| 3e \| Axel Zingle \| France \| Cofidis \| + 0 s \| \| 4e \| Alexander Salby \| Danemark \| Bingoal WB \| + 0 s \| \| 5e \| Milan Menten \| Belgique \| Lotto Dstny \| + 0 s \| \| 6e \| Matteo Moschetti \| Italie \| Q36.5 Pro Cycling Team \| + 0 s \| \| 7e \| Marijn van den Berg \| Pays-Bas \| EF Education-EasyPost \| + 0 s \| \| 8e \| Paul Hennequin \| France \| Nice Métropole Côte d'Azur \| + 0 s \| \| 9e \| Kelland O'Brien \| Australie \| Team Jayco AlUla \| + 0 s \| \| 10e \| Ivo Oliveira \| Portugal \| UAE Team Emirates \| + 0 s \| |                     |           |                            |                 |
| |                     |           |                            |                 |
| Source : ProCyclingStats |                     |           |                            |                 |
| Classement de l'étape |                     |           |                            |                 |
| Coureur | Coureur             | Pays      | Équipe                     | Temps           |
| 1er | Émilien Jeannière   | France    | TotalEnergies              | 3 h 48 min 29 s |
| 2e | Paul Penhoët        | France    | Groupama-FDJ               | + 0 s           |
| 3e | Axel Zingle         | France    | Cofidis                    | + 0 s           |
| 4e | Alexander Salby     | Danemark  | Bingoal WB                 | + 0 s           |
| 5e | Milan Menten        | Belgique  | Lotto Dstny                | + 0 s           |
| 6e | Matteo Moschetti    | Italie    | Q36.5 Pro Cycling Team     | + 0 s           |
| 7e | Marijn van den Berg | Pays-Bas  | EF Education-EasyPost      | + 0 s           |
| 8e | Paul Hennequin      | France    | Nice Métropole Côte d'Azur | + 0 s           |
| 9e | Kelland O'Brien     | Australie | Team Jayco AlUla           | + 0 s           |
| 10e | Ivo Oliveira        | Portugal  | UAE Team Emirates          | + 0 s           |

| \| Classement général \| Classement général \| Classement général \| Classement général \| Classement général \| \| Coureur \| Coureur \| Pays \| Équipe \| Temps \| \| ------------------ \| ------------------ \| ------------------ \| -------------------------- \| ------------------ \| \| 1er \| Benoît Cosnefroy \| France \| Decathlon-AG2R La Mondiale \| 3 h 55 min 18 s \| \| 2e \| Ivo Oliveira \| Portugal \| UAE Team Emirates \| + 1 s \| \| 3e \| Axel Zingle \| France \| Cofidis \| + 1 s \| \| 4e \| Samuel Watson \| Royaume-Uni \| Groupama-FDJ \| + 3 s \| \| 5e \| Émilien Jeannière \| France \| TotalEnergies \| + 3 s \| \| 6e \| Alberto Bettiol \| Italie \| EF Education-EasyPost \| + 5 s \| \| 7e \| Dorian Godon \| France \| Decathlon-AG2R La Mondiale \| + 6 s \| \| 8e \| Pierre Gautherat \| France \| Decathlon-AG2R La Mondiale \| + 7 s \| \| 9e \| Kelland O'Brien \| Australie \| Team Jayco AlUla \| + 9 s \| \| 10e \| Iván Romeo \| Espagne \| Movistar Team \| + 9 s \| |                   |             |                            |                 |
| |                   |             |                            |                 |
| Source : ProCyclingStats |                   |             |                            |                 |
| Classement général |                   |             |                            |                 |
| Coureur | Coureur           | Pays        | Équipe                     | Temps           |
| 1er | Benoît Cosnefroy  | France      | Decathlon-AG2R La Mondiale | 3 h 55 min 18 s |
| 2e | Ivo Oliveira      | Portugal    | UAE Team Emirates          | + 1 s           |
| 3e | Axel Zingle       | France      | Cofidis                    | + 1 s           |
| 4e | Samuel Watson     | Royaume-Uni | Groupama-FDJ               | + 3 s           |
| 5e | Émilien Jeannière | France      | TotalEnergies              | + 3 s           |
| 6e | Alberto Bettiol   | Italie      | EF Education-EasyPost      | + 5 s           |
| 7e | Dorian Godon      | France      | Decathlon-AG2R La Mondiale | + 6 s           |
| 8e | Pierre Gautherat  | France      | Decathlon-AG2R La Mondiale | + 7 s           |
| 9e | Kelland O'Brien   | Australie   | Team Jayco AlUla           | + 9 s           |
| 10e | Iván Romeo        | Espagne     | Movistar Team              | + 9 s           |

### 2eétape
| \| Classement de l'étape \| Classement de l'étape \| Classement de l'étape \| Classement de l'étape \| Classement de l'étape \| \| Coureur \| Coureur \| Pays \| Équipe \| Temps \| \| --------------------- \| --------------------- \| --------------------- \| --------------------------- \| --------------------- \| \| 1er \| Alberto Bettiol \| Italie \| EF Education-EasyPost \| 5 h 03 min 57 s \| \| 2e \| Marc Hirschi \| Suisse \| UAE Team Emirates \| + 17 s \| \| 3e \| Alexandre Delettre \| France \| Saint Michel-Mavic-Auber 93 \| + 17 s \| \| 4e \| Benoît Cosnefroy \| France \| Decathlon-AG2R La Mondiale \| + 17 s \| \| 5e \| Paul Penhoët \| France \| Groupama-FDJ \| + 19 s \| \| 6e \| Émilien Jeannière \| France \| TotalEnergies \| + 19 s \| \| 7e \| Vincenzo Albanese \| Italie \| Arkéa-B&B Hotels \| + 19 s \| \| 8e \| Filippo Baroncini \| Italie \| UAE Team Emirates \| + 19 s \| \| 9e \| Carlos Canal \| Espagne \| Movistar Team \| + 19 s \| \| 10e \| Marijn van den Berg \| Pays-Bas \| EF Education-EasyPost \| + 19 s \| |                     |          |                             |                 |
| |                     |          |                             |                 |
| Source : ProCyclingStats |                     |          |                             |                 |
| Classement de l'étape |                     |          |                             |                 |
| Coureur | Coureur             | Pays     | Équipe                      | Temps           |
| 1er | Alberto Bettiol     | Italie   | EF Education-EasyPost       | 5 h 03 min 57 s |
| 2e | Marc Hirschi        | Suisse   | UAE Team Emirates           | + 17 s          |
| 3e | Alexandre Delettre  | France   | Saint Michel-Mavic-Auber 93 | + 17 s          |
| 4e | Benoît Cosnefroy    | France   | Decathlon-AG2R La Mondiale  | + 17 s          |
| 5e | Paul Penhoët        | France   | Groupama-FDJ                | + 19 s          |
| 6e | Émilien Jeannière   | France   | TotalEnergies               | + 19 s          |
| 7e | Vincenzo Albanese   | Italie   | Arkéa-B&B Hotels            | + 19 s          |
| 8e | Filippo Baroncini   | Italie   | UAE Team Emirates           | + 19 s          |
| 9e | Carlos Canal        | Espagne  | Movistar Team               | + 19 s          |
| 10e | Marijn van den Berg | Pays-Bas | EF Education-EasyPost       | + 19 s          |

| \| Classement général \| Classement général \| Classement général \| Classement général \| Classement général \| \| Coureur \| Coureur \| Pays \| Équipe \| Temps \| \| ------------------ \| ------------------- \| ------------------ \| -------------------------- \| ------------------ \| \| 1er \| Alberto Bettiol \| Italie \| EF Education-EasyPost \| 8 h 59 min 07 s \| \| 2e \| Benoît Cosnefroy \| France \| Decathlon-AG2R La Mondiale \| + 23 s \| \| 3e \| Axel Zingle \| France \| Cofidis \| + 28 s \| \| 4e \| Samuel Watson \| Royaume-Uni \| Groupama-FDJ \| + 30 s \| \| 5e \| Émilien Jeannière \| France \| TotalEnergies \| + 30 s \| \| 6e \| Marc Hirschi \| Suisse \| UAE Team Emirates \| + 33 s \| \| 7e \| Dorian Godon \| France \| Decathlon-AG2R La Mondiale \| + 33 s \| \| 8e \| Kelland O'Brien \| Australie \| Team Jayco AlUla \| + 36 s \| \| 9e \| Paul Penhoët \| France \| Groupama-FDJ \| + 37 s \| \| 10e \| Marijn van den Berg \| Pays-Bas \| EF Education-EasyPost \| + 38 s \| |                     |             |                            |                 |
| |                     |             |                            |                 |
| Source : ProCyclingStats |                     |             |                            |                 |
| Classement général |                     |             |                            |                 |
| Coureur | Coureur             | Pays        | Équipe                     | Temps           |
| 1er | Alberto Bettiol     | Italie      | EF Education-EasyPost      | 8 h 59 min 07 s |
| 2e | Benoît Cosnefroy    | France      | Decathlon-AG2R La Mondiale | + 23 s          |
| 3e | Axel Zingle         | France      | Cofidis                    | + 28 s          |
| 4e | Samuel Watson       | Royaume-Uni | Groupama-FDJ               | + 30 s          |
| 5e | Émilien Jeannière   | France      | TotalEnergies              | + 30 s          |
| 6e | Marc Hirschi        | Suisse      | UAE Team Emirates          | + 33 s          |
| 7e | Dorian Godon        | France      | Decathlon-AG2R La Mondiale | + 33 s          |
| 8e | Kelland O'Brien     | Australie   | Team Jayco AlUla           | + 36 s          |
| 9e | Paul Penhoët        | France      | Groupama-FDJ               | + 37 s          |
| 10e | Marijn van den Berg | Pays-Bas    | EF Education-EasyPost      | + 38 s          |

### 3eétape
| \| Classement de l'étape \| Classement de l'étape \| Classement de l'étape \| Classement de l'étape \| Classement de l'étape \| \| Coureur \| Coureur \| Pays \| Équipe \| Temps \| \| --------------------- \| --------------------- \| --------------------- \| -------------------------- \| --------------------- \| \| 1er \| Valentin Retailleau \| France \| Decathlon-AG2R La Mondiale \| 3 h 39 min 55 s \| \| 2e \| Gorka Sorarrain \| Espagne \| Caja Rural-Seguros RGA \| + 1 s \| \| 3e \| Matteo Moschetti \| Italie \| Q36.5 Pro Cycling Team \| + 1 s \| \| 4e \| Axel Zingle \| France \| Cofidis \| + 1 s \| \| 5e \| Émilien Jeannière \| France \| TotalEnergies \| + 1 s \| \| 6e \| Marc Sarreau \| France \| Groupama-FDJ \| + 1 s \| \| 7e \| Jon Aberasturi \| Espagne \| Euskaltel-Euskadi \| + 1 s \| \| 8e \| Valentin Tabellion \| France \| Van Rysel-Roubaix \| + 1 s \| \| 9e \| Clément Venturini \| France \| Arkéa-B&B Hotels \| + 1 s \| \| 10e \| Vincenzo Albanese \| Italie \| Arkéa-B&B Hotels \| + 1 s \| |                     |         |                            |                 |
| |                     |         |                            |                 |
| Source : ProCyclingStats |                     |         |                            |                 |
| Classement de l'étape |                     |         |                            |                 |
| Coureur | Coureur             | Pays    | Équipe                     | Temps           |
| 1er | Valentin Retailleau | France  | Decathlon-AG2R La Mondiale | 3 h 39 min 55 s |
| 2e | Gorka Sorarrain     | Espagne | Caja Rural-Seguros RGA     | + 1 s           |
| 3e | Matteo Moschetti    | Italie  | Q36.5 Pro Cycling Team     | + 1 s           |
| 4e | Axel Zingle         | France  | Cofidis                    | + 1 s           |
| 5e | Émilien Jeannière   | France  | TotalEnergies              | + 1 s           |
| 6e | Marc Sarreau        | France  | Groupama-FDJ               | + 1 s           |
| 7e | Jon Aberasturi      | Espagne | Euskaltel-Euskadi          | + 1 s           |
| 8e | Valentin Tabellion  | France  | Van Rysel-Roubaix          | + 1 s           |
| 9e | Clément Venturini   | France  | Arkéa-B&B Hotels           | + 1 s           |
| 10e | Vincenzo Albanese   | Italie  | Arkéa-B&B Hotels           | + 1 s           |

## Classements finals

### Classement général final
| \| Classement général \| Classement général \| Classement général \| Classement général \| Classement général \| \| Coureur \| Coureur \| Pays \| Équipe \| Temps \| \| ------------------ \| ------------------- \| ------------------ \| -------------------------- \| ------------------ \| \| 1er \| Alberto Bettiol \| Italie \| EF Education-EasyPost \| 12 h 39 min 03 s \| \| 2e \| Benoît Cosnefroy \| France \| Decathlon-AG2R La Mondiale \| + 23 s \| \| 3e \| Axel Zingle \| France \| Cofidis \| + 28 s \| \| 4e \| Samuel Watson \| Royaume-Uni \| Groupama-FDJ \| + 30 s \| \| 5e \| Émilien Jeannière \| France \| TotalEnergies \| + 30 s \| \| 6e \| Marc Hirschi \| Suisse \| UAE Team Emirates \| + 33 s \| \| 7e \| Dorian Godon \| France \| Decathlon-AG2R La Mondiale \| + 33 s \| \| 8e \| Kelland O'Brien \| Australie \| Team Jayco AlUla \| + 36 s \| \| 9e \| Paul Penhoët \| France \| Groupama-FDJ \| + 37 s \| \| 10e \| Marijn van den Berg \| Pays-Bas \| EF Education-EasyPost \| + 38 s \| |                     |             |                            |                  |
| |                     |             |                            |                  |
| Source : ProCyclingStats |                     |             |                            |                  |
| Classement général |                     |             |                            |                  |
| Coureur | Coureur             | Pays        | Équipe                     | Temps            |
| 1er | Alberto Bettiol     | Italie      | EF Education-EasyPost      | 12 h 39 min 03 s |
| 2e | Benoît Cosnefroy    | France      | Decathlon-AG2R La Mondiale | + 23 s           |
| 3e | Axel Zingle         | France      | Cofidis                    | + 28 s           |
| 4e | Samuel Watson       | Royaume-Uni | Groupama-FDJ               | + 30 s           |
| 5e | Émilien Jeannière   | France      | TotalEnergies              | + 30 s           |
| 6e | Marc Hirschi        | Suisse      | UAE Team Emirates          | + 33 s           |
| 7e | Dorian Godon        | France      | Decathlon-AG2R La Mondiale | + 33 s           |
| 8e | Kelland O'Brien     | Australie   | Team Jayco AlUla           | + 36 s           |
| 9e | Paul Penhoët        | France      | Groupama-FDJ               | + 37 s           |
| 10e | Marijn van den Berg | Pays-Bas    | EF Education-EasyPost      | + 38 s           |

### Classements annexes
| Classement par points | Classement par points | Classement par points | Classement par points      | Classement par points |
| Coureur               | Coureur               | Pays                  | Équipe                     | Points                |
| --------------------- | --------------------- | --------------------- | -------------------------- | --------------------- |
| 1er                   | Émilien Jeannière     | France                | TotalEnergies              | 47 pts                |
| 2e                    | Alberto Bettiol       | Italie                | EF Education-EasyPost      | 45 pts                |
| 3e                    | Axel Zingle           | France                | Cofidis                    | 44 pts                |
| 4e                    | Benoît Cosnefroy      | France                | Decathlon-AG2R La Mondiale | 41 pts                |
| 5e                    | Paul Penhoët          | France                | Groupama-FDJ               | 32 pts                |
| 6e                    | Valentin Retailleau   | France                | Decathlon-AG2R La Mondiale | 30 pts                |
| 7e                    | Gorka Sorarrain       | Espagne               | Caja Rural-Seguros RGA     | 30 pts                |
| 8e                    | Matteo Moschetti      | Italie                | Q36.5 Pro Cycling Team     | 26 pts                |
| 9e                    | Marc Hirschi          | Suisse                | UAE Team Emirates          | 24 pts                |
| 10e                   | Ivo Oliveira          | Portugal              | UAE Team Emirates          | 24 pts                |

| Classement par points | Classement par points | Classement par points | Classement par points      | Classement par points |
| Coureur               | Coureur               | Pays                  | Équipe                     | Points                |
| --------------------- | --------------------- | --------------------- | -------------------------- | --------------------- |
| 1er                   | Émilien Jeannière     | France                | TotalEnergies              | 47 pts                |
| 2e                    | Alberto Bettiol       | Italie                | EF Education-EasyPost      | 45 pts                |
| 3e                    | Axel Zingle           | France                | Cofidis                    | 44 pts                |
| 4e                    | Benoît Cosnefroy      | France                | Decathlon-AG2R La Mondiale | 41 pts                |
| 5e                    | Paul Penhoët          | France                | Groupama-FDJ               | 32 pts                |
| 6e                    | Valentin Retailleau   | France                | Decathlon-AG2R La Mondiale | 30 pts                |
| 7e                    | Gorka Sorarrain       | Espagne               | Caja Rural-Seguros RGA     | 30 pts                |
| 8e                    | Matteo Moschetti      | Italie                | Q36.5 Pro Cycling Team     | 26 pts                |
| 9e                    | Marc Hirschi          | Suisse                | UAE Team Emirates          | 24 pts                |
| 10e                   | Ivo Oliveira          | Portugal              | UAE Team Emirates          | 24 pts                |

| Classement de la montagne | Classement de la montagne | Classement de la montagne | Classement de la montagne  | Classement de la montagne |
| Coureur                   | Coureur                   | Pays                      | Équipe                     | Points                    |
| ------------------------- | ------------------------- | ------------------------- | -------------------------- | ------------------------- |
| 1er                       | Álex Martín               | Espagne                   | Team Polti Kometa          | 42 pts                    |
| 2e                        | Artus Jaladeau            | France                    | CIC U Nantes Atlantique    | 20 pts                    |
| 3e                        | Jonathan Couanon          | France                    | Nice Métropole Côte d'Azur | 16 pts                    |
| 4e                        | Valentin Retailleau       | France                    | Decathlon-AG2R La Mondiale | 13 pts                    |
| 5e                        | Antoine Hue               | France                    | CIC U Nantes Atlantique    | 12 pts                    |
| 6e                        | Mathias Norsgaard         | Danemark                  | Movistar Team              | 10 pts                    |
| 7e                        | Jan Maas                  | Pays-Bas                  | Team Jayco AlUla           | 8 pts                     |
| 8e                        | Erik Fetter               | Hongrie                   | Team Polti Kometa          | 7 pts                     |
| 9e                        | Jérémy Leveau             | France                    | Van Rysel-Roubaix          | 6 pts                     |
| 10e                       | Iván Romeo                | Espagne                   | Movistar Team              | 4 pts                     |

| Classement de la montagne | Classement de la montagne | Classement de la montagne | Classement de la montagne  | Classement de la montagne |
| Coureur                   | Coureur                   | Pays                      | Équipe                     | Points                    |
| ------------------------- | ------------------------- | ------------------------- | -------------------------- | ------------------------- |
| 1er                       | Álex Martín               | Espagne                   | Team Polti Kometa          | 42 pts                    |
| 2e                        | Artus Jaladeau            | France                    | CIC U Nantes Atlantique    | 20 pts                    |
| 3e                        | Jonathan Couanon          | France                    | Nice Métropole Côte d'Azur | 16 pts                    |
| 4e                        | Valentin Retailleau       | France                    | Decathlon-AG2R La Mondiale | 13 pts                    |
| 5e                        | Antoine Hue               | France                    | CIC U Nantes Atlantique    | 12 pts                    |
| 6e                        | Mathias Norsgaard         | Danemark                  | Movistar Team              | 10 pts                    |
| 7e                        | Jan Maas                  | Pays-Bas                  | Team Jayco AlUla           | 8 pts                     |
| 8e                        | Erik Fetter               | Hongrie                   | Team Polti Kometa          | 7 pts                     |
| 9e                        | Jérémy Leveau             | France                    | Van Rysel-Roubaix          | 6 pts                     |
| 10e                       | Iván Romeo                | Espagne                   | Movistar Team              | 4 pts                     |

| Classement du meilleur jeune | Classement du meilleur jeune | Classement du meilleur jeune | Classement du meilleur jeune | Classement du meilleur jeune |
| Coureur                      | Coureur                      | Pays                         | Équipe                       | Temps                        |
| ---------------------------- | ---------------------------- | ---------------------------- | ---------------------------- | ---------------------------- |
| 1er                          | Samuel Watson                | Royaume-Uni                  | Groupama-FDJ                 | 12 h 39 min 33 s             |
| 2e                           | Paul Penhoët                 | France                       | Groupama-FDJ                 | + 7 s                        |
| 3e                           | Carlos Canal                 | Espagne                      | Movistar Team                | + 8 s                        |
| 4e                           | Anders Foldager              | Danemark                     | Team Jayco AlUla             | + 10 s                       |
| 5e                           | Iker Mintegi                 | Espagne                      | Euskaltel-Euskadi            | + 34 s                       |
| 6e                           | Javier Serrano               | Espagne                      | Team Polti Kometa            | + 36 s                       |
| 7e                           | Nolann Mahoudo               | France                       | Cofidis                      | + 45 s                       |
| 8e                           | Jaume Guardeño               | Espagne                      | Caja Rural-Seguros RGA       | + 45 s                       |
| 9e                           | Iván Romeo                   | Espagne                      | Movistar Team                | + 2 min 13 s                 |
| 10e                          | Thibaud Gruel                | France                       | Groupama-FDJ                 | + 11 min 44 s                |

| Classement du meilleur jeune | Classement du meilleur jeune | Classement du meilleur jeune | Classement du meilleur jeune | Classement du meilleur jeune |
| Coureur                      | Coureur                      | Pays                         | Équipe                       | Temps                        |
| ---------------------------- | ---------------------------- | ---------------------------- | ---------------------------- | ---------------------------- |
| 1er                          | Samuel Watson                | Royaume-Uni                  | Groupama-FDJ                 | 12 h 39 min 33 s             |
| 2e                           | Paul Penhoët                 | France                       | Groupama-FDJ                 | + 7 s                        |
| 3e                           | Carlos Canal                 | Espagne                      | Movistar Team                | + 8 s                        |
| 4e                           | Anders Foldager              | Danemark                     | Team Jayco AlUla             | + 10 s                       |
| 5e                           | Iker Mintegi                 | Espagne                      | Euskaltel-Euskadi            | + 34 s                       |
| 6e                           | Javier Serrano               | Espagne                      | Team Polti Kometa            | + 36 s                       |
| 7e                           | Nolann Mahoudo               | France                       | Cofidis                      | + 45 s                       |
| 8e                           | Jaume Guardeño               | Espagne                      | Caja Rural-Seguros RGA       | + 45 s                       |
| 9e                           | Iván Romeo                   | Espagne                      | Movistar Team                | + 2 min 13 s                 |
| 10e                          | Thibaud Gruel                | France                       | Groupama-FDJ                 | + 11 min 44 s                |

| Classement par équipes | Classement par équipes     | Classement par équipes | Classement par équipes |
| Équipe                 | Équipe                     | Pays                   | Temps                  |
| ---------------------- | -------------------------- | ---------------------- | ---------------------- |
| 1re                    | Decathlon-AG2R La Mondiale | France                 | 37 h 58 min 40 s       |
| 2e                     | Team Jayco AlUla           | Australie              | + 31 s                 |
| 3e                     | Arkéa-B&B Hotels           | France                 | + 33 s                 |
| 4e                     | Cofidis                    | France                 | + 58 s                 |
| 5e                     | Tudor Pro Cycling Team     | Suisse                 | + 1 min 00 s           |
| 6e                     | Caja Rural-Seguros RGA     | Espagne                | + 1 min 10 s           |
| 7e                     | UAE Team Emirates          | Émirats arabes unis    | + 1 min 27 s           |
| 8e                     | Movistar Team              | Espagne                | + 2 min 18 s           |
| 9e                     | Bingoal WB                 | Belgique               | + 2 min 29 s           |
| 10e                    | Polti Kometa               | Italie                 | + 3 min 04 s           |

| Classement par équipes | Classement par équipes     | Classement par équipes | Classement par équipes |
| Équipe                 | Équipe                     | Pays                   | Temps                  |
| ---------------------- | -------------------------- | ---------------------- | ---------------------- |
| 1re                    | Decathlon-AG2R La Mondiale | France                 | 37 h 58 min 40 s       |
| 2e                     | Team Jayco AlUla           | Australie              | + 31 s                 |
| 3e                     | Arkéa-B&B Hotels           | France                 | + 33 s                 |
| 4e                     | Cofidis                    | France                 | + 58 s                 |
| 5e                     | Tudor Pro Cycling Team     | Suisse                 | + 1 min 00 s           |
| 6e                     | Caja Rural-Seguros RGA     | Espagne                | + 1 min 10 s           |
| 7e                     | UAE Team Emirates          | Émirats arabes unis    | + 1 min 27 s           |
| 8e                     | Movistar Team              | Espagne                | + 2 min 18 s           |
| 9e                     | Bingoal WB                 | Belgique               | + 2 min 29 s           |
| 10e                    | Polti Kometa               | Italie                 | + 3 min 04 s           |

## Évolution des classements
| Étape              | Vainqueur           | Classement général | Classement par points | Classement de la montagne | Classement du meilleur jeune | Classement par équipes     |
| ------------------ | ------------------- | ------------------ | --------------------- | ------------------------- | ---------------------------- | -------------------------- |
| P                  | Benoît Cosnefroy    | Benoît Cosnefroy   | Benoît Cosnefroy      | non décerné               | Samuel Watson                | Decathlon AG2R La Mondiale |
| 1                  | Émilien Jeannière   | Benoît Cosnefroy   | Axel Zingle           | David Martín Romero       | Samuel Watson                | Decathlon AG2R La Mondiale |
| 2                  | Alberto Bettiol     | Alberto Bettiol    | Alberto Bettiol       | Álex Martín               | Samuel Watson                | Decathlon AG2R La Mondiale |
| 3                  | Valentin Retailleau | Alberto Bettiol    | Émilien Jeannière     | Álex Martín               | Samuel Watson                | Decathlon AG2R La Mondiale |
| Classements finals | Classements finals  | Alberto Bettiol    | Émilien Jeannière     | Álex Martín               | Samuel Watson                | Decathlon AG2R La Mondiale |

## Liste des participants
| Légende                             | Légende                                                                                                  | Légende                                | Légende                                                                                         |
| ----------------------------------- | --- | -------------------------------------- | ----------------------------------------------------------------------------------------------- |
| Num                                 | Dossard de départ porté par le coureur sur ce Boucles de la Mayenne                                      | Pos                                    | Position finale au classement général                                                           |
| Leader du classement général        | Indique le vainqueur du classement général                                                               | Leader du classement par points        | Indique le vainqueur du classement par points                                                   |
| Leader du classement de la montagne | Indique le vainqueur du classement de la montagne                                                        | Leader du classement du meilleur jeune | Indique le vainqueur du classement du meilleur jeune                                            |
|                                     | Indique un maillot de champion national ou mondial, suivi de sa spécialité                               | #                                      | Indique la meilleure équipe                                                                     |
| NP                                  | Indique un coureur qui n'a pas pris le départ d'une étape, suivi du numéro de l'étape où il s'est retiré | AB                                     | Indique un coureur qui n'a pas terminé une étape, suivi du numéro de l'étape où il s'est retiré |
| HD                                  | Indique un coureur qui a terminé une étape hors des délais, suivi du numéro de l'étape                   | DSQ                                    | Indique un coureur qui a été disqualifié de la course, suivi du numéro de l'étape               |
| *                                   | Indique un coureur en lice pour le classement du meilleur jeune (coureurs nés après le 1er janvier 1998) |                                        |                                                                                                 |

| Movistar Team MOV | Movistar Team MOV       | Movistar Team MOV |
| ----------------- | ----------------------- | ----------------- |
| Num               | Coureur                 | Pos               |
| 1                 | Rémi Cavagna (FRA)      | 56e               |
| 2                 | Carlos Canal (ESP)      | 25e               |
| 3                 | Mathias Norsgaard (DEN) | 98e               |
| 4                 | Manlio Moro (ITA)       | 78e               |
| 5                 | Iván Romeo (ESP)        | 82e               |
| 6                 | Sergio Samitier (ESP)   | 60e               |

| Groupama-FDJ GFC | Groupama-FDJ GFC      | Groupama-FDJ GFC |
| ---------------- | --------------------- | ---------------- |
| Num              | Coureur               | Pos              |
| 11               | Paul Penhoët (FRA)    | 23e              |
| 12               | Thibaud Gruel (FRA)   | 76e              |
| 13               | Marc Sarreau (FRA)    | 6e               |
| 14               | Jens Verbrugghe (BEL) | 107e             |
| 15               | Matthew Walls (GBR)   | 90e              |
| 16               | Samuel Watson (GBR)   | 53e              |

| Cofidis COF | Cofidis COF           | Cofidis COF |
| ----------- | --------------------- | ----------- |
| Num         | Coureur               | Pos         |
| 21          | Axel Zingle (FRA)     | 4e          |
| 22          | Gorka Izagirre (ESP)  | 51e         |
| 23          | Nolann Mahoudo (FRA)  | 18e         |
| 24          | Jonathan Lastra (ESP) | 57e         |
| 25          | Anthony Perez (FRA)   | 93e         |
| 26          | Alexis Renard (FRA)   | 92e         |

| UAE Team Emirates UAD | UAE Team Emirates UAD   | UAE Team Emirates UAD |
| --------------------- | ----------------------- | --------------------- |
| Num                   | Coureur                 | Pos                   |
| 31                    | Marc Hirschi (SUI)      | 97e                   |
| 32                    | Ivo Oliveira (POR)      | 102e                  |
| 33                    | Filippo Baroncini (ITA) | 16e                   |
| 34                    | Sjoerd Bax (NED)        | 87e                   |
| 35                    | Álvaro Hodeg (COL)      | 88e                   |
| 36                    | Michael Vink (NZL)      | 77e                   |

| Decathlon-AG2R La Mondiale DAT | Decathlon-AG2R La Mondiale DAT | Decathlon-AG2R La Mondiale DAT |
| ------------------------------ | ------------------------------ | ------------------------------ |
| Num                            | Coureur                        | Pos                            |
| 41                             | Benoît Cosnefroy (FRA)         | 19e                            |
| 42                             | Pierre Gautherat (FRA)         | 14e                            |
| 43                             | Dorian Godon (FRA)             | 34e                            |
| 44                             | Jordan Labrosse (FRA)          | 69e                            |
| 45                             | Nans Peters (FRA)              | 38e                            |
| 46                             | Valentin Retailleau (FRA)      | 1er                            |

| Arkéa-B&B Hotels ARK | Arkéa-B&B Hotels ARK     | Arkéa-B&B Hotels ARK |
| -------------------- | ------------------------ | -------------------- |
| Num                  | Coureur                  | Pos                  |
| 51                   | Clément Venturini (FRA)  | 9e                   |
| 52                   | Vincenzo Albanese (ITA)  | 10e                  |
| 53                   | Hubert Grygowski (POL)   | 75e                  |
| 54                   | Thibault Guernalec (FRA) | 31e                  |
| 55                   | Lucas Janssen (NED)      | AB-2                 |
| 56                   | Łukasz Owsian (POL)      | 42e                  |

| Team Jayco AlUla JAY | Team Jayco AlUla JAY  | Team Jayco AlUla JAY |
| -------------------- | --------------------- | -------------------- |
| Num                  | Coureur               | Pos                  |
| 61                   | Lucas Hamilton (AUS)  | 70e                  |
| 62                   | Anders Foldager (DEN) | 39e                  |
| 63                   | Jan Maas (NED)        | 72e                  |
| 64                   | Kelland O'Brien (AUS) | 26e                  |
| 65                   | Blake Quick (AUS)     | 22e                  |

| EF Education-EasyPost EFE | EF Education-EasyPost EFE | EF Education-EasyPost EFE |
| ------------------------- | ------------------------- | ------------------------- |
| Num                       | Coureur                   | Pos                       |
| 71                        | Alberto Bettiol (ITA)     | 20e                       |
| 72                        | Stefan Bissegger (SUI)    | 95e                       |
| 73                        | Owain Doull (GBR)         | 91e                       |
| 74                        | Jack Rootkin-Gray (GBR)   | AB-3                      |
| 75                        | Jonas Rutsch (GER)        | 62e                       |
| 76                        | Marijn van den Berg (NED) | 94e                       |

| Lotto Dstny LTD | Lotto Dstny LTD             | Lotto Dstny LTD |
| --------------- | --------------------------- | --------------- |
| Num             | Coureur                     | Pos             |
| 81              | Victor Campenaerts (BEL)    | 73e             |
| 82              | Thomas De Gendt (BEL)       | 96e             |
| 83              | Axel De Lie (BEL)           | 85e             |
| 84              | Milan Menten (BEL)          | 64e             |
| 85              | Tars Poelvoorde (BEL)       | 110e            |
| 86              | Jonas Gregaard Wilsly (DEN) | 66e             |

| Tudor Pro Cycling Team TUD | Tudor Pro Cycling Team TUD | Tudor Pro Cycling Team TUD |
| -------------------------- | -------------------------- | -------------------------- |
| Num                        | Coureur                    | Pos                        |
| 91                         | Tom Bohli (SUI)            | 21e                        |
| 92                         | Aloïs Charrin (FRA)        | 89e                        |
| 93                         | Petr Kelemen (CZE)         | AB-3                       |
| 94                         | Simon Pellaud (SUI)        | 50e                        |
| 95                         | Joël Suter (SUI)           | AB-1                       |
| 96                         | Roland Thalmann (SUI)      | 36e                        |

| TotalEnergies TEN | TotalEnergies TEN       | TotalEnergies TEN |
| ----------------- | ----------------------- | ----------------- |
| Num               | Coureur                 | Pos               |
| 101               | Émilien Jeannière (FRA) | 5e                |
| 102               | Thomas Bonnet (FRA)     | 86e               |
| 103               | Valentin Ferron (FRA)   | 100e              |
| 104               | Lorrenzo Manzin (FRA)   | 35e               |
| 105               | Paul Ourselin (FRA)     | 45e               |
| 106               | Baptiste Vadic (FRA)    | 101e              |

| Q36.5 Pro Cycling Team Q36 | Q36.5 Pro Cycling Team Q36 | Q36.5 Pro Cycling Team Q36 |
| -------------------------- | -------------------------- | -------------------------- |
| Num                        | Coureur                    | Pos                        |
| 111                        | Giacomo Nizzolo (ITA)      | 74e                        |
| 112                        | Tobias Ludvigsson (SWE)    | 104e                       |
| 113                        | Matteo Moschetti (ITA)     | 3e                         |
| 114                        | Nicolò Parisini (ITA)      | DQ-1                       |
| 115                        | Joey Rosskopf (USA)        | 105e                       |
| 116                        | Szymon Sajnok (POL)        | 81e                        |

| Burgos-BH BBH | Burgos-BH BBH        | Burgos-BH BBH |
| ------------- | -------------------- | ------------- |
| Num           | Coureur              | Pos           |
| 121           | Clément Alleno (FRA) | 33e           |
| 122           | Jesús Ezquerra (ESP) | 13e           |
| 123           | Aaron Gate (NZL)     | AB-3          |
| 124           | Sebastián Mora (ESP) | 68e           |
| 125           | Óscar Pelegrí (ESP)  | 37e           |
| 126           | Karel Vacek (CZE)    | 65e           |

| Team Polti Kometa PTK | Team Polti Kometa PTK     | Team Polti Kometa PTK |
| --------------------- | ------------------------- | --------------------- |
| Num                   | Coureur                   | Pos                   |
| 131                   | Erik Fetter (HUN)         | 99e                   |
| 132                   | Álex Martín (ESP)         | 59e                   |
| 133                   | David Martín Romero (ESP) | AB-2                  |
| 134                   | Manuel Peñalver (ESP)     | 11e                   |
| 135                   | Javier Serrano (ESP)      | 29e                   |
| 136                   | Diego Pablo Sevilla (ESP) | 52e                   |

| Caja Rural-Seguros RGA CJR | Caja Rural-Seguros RGA CJR | Caja Rural-Seguros RGA CJR |
| -------------------------- | -------------------------- | -------------------------- |
| Num                        | Coureur                    | Pos                        |
| 141                        | Abel Balderstone (ESP)     | 84e                        |
| 142                        | Jokin Murguialday (ESP)    | 83e                        |
| 143                        | Jaume Guardeño (ESP)       | 67e                        |
| 144                        | Mulu Hailemichael (ETH)    | 41e                        |
| 145                        | Eduard Prades (ESP)        | 24e                        |
| 146                        | Gorka Sorarrain (ESP)      | 2e                         |

| Bingoal WB BWB | Bingoal WB BWB         | Bingoal WB BWB |
| -------------- | ---------------------- | -------------- |
| Num            | Coureur                | Pos            |
| 151            | Luca De Meester (BEL)  | 54e            |
| 152            | Cériel Desal (BEL)     | AB-3           |
| 153            | Dimitri Peyskens (BEL) | 46e            |
| 154            | Alexander Salby (DEN)  | 15e            |
| 155            | Thibaut Bernard (BEL)  | AB-2           |
| 156            | Kenneth Van Rooy (BEL) | 49e            |

| Euskaltel-Euskadi EUS | Euskaltel-Euskadi EUS          | Euskaltel-Euskadi EUS |
| --------------------- | ------------------------------ | --------------------- |
| Num                   | Coureur                        | Pos                   |
| 161                   | Jon Aberasturi (ESP)           | 7e                    |
| 162                   | Iker Bonillo (ESP)             | 71e                   |
| 163                   | Xavier Cañellas (ESP)          | 40e                   |
| 164                   | Iker Mintegi (ESP)             | 44e                   |
| 165                   | Andoni López de Abetxuko (ESP) | 47e                   |
| 166                   | Unai Zubeldia (ESP)            | AB-3                  |

| Saint Michel-Mavic-Auber 93 AUB | Saint Michel-Mavic-Auber 93 AUB | Saint Michel-Mavic-Auber 93 AUB |
| ------------------------------- | ------------------------------- | ------------------------------- |
| Num                             | Coureur                         | Pos                             |
| 171                             | Alexandre Delettre (FRA)        | 30e                             |
| 172                             | Lucas Bénéteau (FRA)            | 63e                             |
| 173                             | Romain Cardis (FRA)             | 55e                             |
| 174                             | Théo Delacroix (FRA)            | AB-2                            |
| 175                             | Jérémy Lecroq (FRA)             | NP-2                            |
| 176                             | Joris Delbove (FRA)             | 43e                             |

| Van Rysel-Roubaix VRR | Van Rysel-Roubaix VRR    | Van Rysel-Roubaix VRR |
| --------------------- | ------------------------ | --------------------- |
| Num                   | Coureur                  | Pos                   |
| 181                   | Thomas Boudat (FRA)      | 106e                  |
| 182                   | Rémi Capron (FRA)        | 48e                   |
| 183                   | Célestin Guillon (FRA)   | 32e                   |
| 184                   | Jérémy Leveau (FRA)      | 80e                   |
| 185                   | Emmanuel Morin (FRA)     | 12e                   |
| 186                   | Valentin Tabellion (FRA) | 8e                    |

| Nice Métropole Côte d'Azur NMC | Nice Métropole Côte d'Azur NMC | Nice Métropole Côte d'Azur NMC |
| ------------------------------ | ------------------------------ | ------------------------------ |
| Num                            | Coureur                        | Pos                            |
| 191                            | Jean-Louis Le Ny (FRA)         | NP-2                           |
| 192                            | Jonathan Couanon (FRA)         | 58e                            |
| 193                            | Melvin Crommelinck (FRA)       | 79e                            |
| 194                            | Paul Hennequin (FRA)           | 61e                            |
| 195                            | Alexander Konijn (NED)         | 17e                            |
| 196                            | Andrea Mifsud                  | 111e                           |

| CIC U Nantes Atlantique UCN | CIC U Nantes Atlantique UCN | CIC U Nantes Atlantique UCN |
| --------------------------- | --------------------------- | --------------------------- |
| Num                         | Coureur                     | Pos                         |
| 201                         | Enzo Boulet (FRA)           | 109e                        |
| 202                         | Matisse Julien (CAN)        | AB-2                        |
| 203                         | Artus Jaladeau (FRA)        | 108e                        |
| 204                         | Maël Guégan (FRA)           | 28e                         |
| 205                         | Antoine Hue (FRA)           | 103e                        |
| 206                         | Robin Plamondon (CAN)       | 27e                         |

| Movistar Team MOV | Movistar Team MOV       | Movistar Team MOV |
| ----------------- | ----------------------- | ----------------- |
| Num               | Coureur                 | Pos               |
| 1                 | Rémi Cavagna (FRA)      | 56e               |
| 2                 | Carlos Canal (ESP)      | 25e               |
| 3                 | Mathias Norsgaard (DEN) | 98e               |
| 4                 | Manlio Moro (ITA)       | 78e               |
| 5                 | Iván Romeo (ESP)        | 82e               |
| 6                 | Sergio Samitier (ESP)   | 60e               |

| Groupama-FDJ GFC | Groupama-FDJ GFC      | Groupama-FDJ GFC |
| ---------------- | --------------------- | ---------------- |
| Num              | Coureur               | Pos              |
| 11               | Paul Penhoët (FRA)    | 23e              |
| 12               | Thibaud Gruel (FRA)   | 76e              |
| 13               | Marc Sarreau (FRA)    | 6e               |
| 14               | Jens Verbrugghe (BEL) | 107e             |
| 15               | Matthew Walls (GBR)   | 90e              |
| 16               | Samuel Watson (GBR)   | 53e              |

| Cofidis COF | Cofidis COF           | Cofidis COF |
| ----------- | --------------------- | ----------- |
| Num         | Coureur               | Pos         |
| 21          | Axel Zingle (FRA)     | 4e          |
| 22          | Gorka Izagirre (ESP)  | 51e         |
| 23          | Nolann Mahoudo (FRA)  | 18e         |
| 24          | Jonathan Lastra (ESP) | 57e         |
| 25          | Anthony Perez (FRA)   | 93e         |
| 26          | Alexis Renard (FRA)   | 92e         |

| UAE Team Emirates UAD | UAE Team Emirates UAD   | UAE Team Emirates UAD |
| --------------------- | ----------------------- | --------------------- |
| Num                   | Coureur                 | Pos                   |
| 31                    | Marc Hirschi (SUI)      | 97e                   |
| 32                    | Ivo Oliveira (POR)      | 102e                  |
| 33                    | Filippo Baroncini (ITA) | 16e                   |
| 34                    | Sjoerd Bax (NED)        | 87e                   |
| 35                    | Álvaro Hodeg (COL)      | 88e                   |
| 36                    | Michael Vink (NZL)      | 77e                   |

| Decathlon-AG2R La Mondiale DAT | Decathlon-AG2R La Mondiale DAT | Decathlon-AG2R La Mondiale DAT |
| ------------------------------ | ------------------------------ | ------------------------------ |
| Num                            | Coureur                        | Pos                            |
| 41                             | Benoît Cosnefroy (FRA)         | 19e                            |
| 42                             | Pierre Gautherat (FRA)         | 14e                            |
| 43                             | Dorian Godon (FRA)             | 34e                            |
| 44                             | Jordan Labrosse (FRA)          | 69e                            |
| 45                             | Nans Peters (FRA)              | 38e                            |
| 46                             | Valentin Retailleau (FRA)      | 1er                            |

| Arkéa-B&B Hotels ARK | Arkéa-B&B Hotels ARK     | Arkéa-B&B Hotels ARK |
| -------------------- | ------------------------ | -------------------- |
| Num                  | Coureur                  | Pos                  |
| 51                   | Clément Venturini (FRA)  | 9e                   |
| 52                   | Vincenzo Albanese (ITA)  | 10e                  |
| 53                   | Hubert Grygowski (POL)   | 75e                  |
| 54                   | Thibault Guernalec (FRA) | 31e                  |
| 55                   | Lucas Janssen (NED)      | AB-2                 |
| 56                   | Łukasz Owsian (POL)      | 42e                  |

| Team Jayco AlUla JAY | Team Jayco AlUla JAY  | Team Jayco AlUla JAY |
| -------------------- | --------------------- | -------------------- |
| Num                  | Coureur               | Pos                  |
| 61                   | Lucas Hamilton (AUS)  | 70e                  |
| 62                   | Anders Foldager (DEN) | 39e                  |
| 63                   | Jan Maas (NED)        | 72e                  |
| 64                   | Kelland O'Brien (AUS) | 26e                  |
| 65                   | Blake Quick (AUS)     | 22e                  |

| EF Education-EasyPost EFE | EF Education-EasyPost EFE | EF Education-EasyPost EFE |
| ------------------------- | ------------------------- | ------------------------- |
| Num                       | Coureur                   | Pos                       |
| 71                        | Alberto Bettiol (ITA)     | 20e                       |
| 72                        | Stefan Bissegger (SUI)    | 95e                       |
| 73                        | Owain Doull (GBR)         | 91e                       |
| 74                        | Jack Rootkin-Gray (GBR)   | AB-3                      |
| 75                        | Jonas Rutsch (GER)        | 62e                       |
| 76                        | Marijn van den Berg (NED) | 94e                       |

| Lotto Dstny LTD | Lotto Dstny LTD             | Lotto Dstny LTD |
| --------------- | --------------------------- | --------------- |
| Num             | Coureur                     | Pos             |
| 81              | Victor Campenaerts (BEL)    | 73e             |
| 82              | Thomas De Gendt (BEL)       | 96e             |
| 83              | Axel De Lie (BEL)           | 85e             |
| 84              | Milan Menten (BEL)          | 64e             |
| 85              | Tars Poelvoorde (BEL)       | 110e            |
| 86              | Jonas Gregaard Wilsly (DEN) | 66e             |

| Tudor Pro Cycling Team TUD | Tudor Pro Cycling Team TUD | Tudor Pro Cycling Team TUD |
| -------------------------- | -------------------------- | -------------------------- |
| Num                        | Coureur                    | Pos                        |
| 91                         | Tom Bohli (SUI)            | 21e                        |
| 92                         | Aloïs Charrin (FRA)        | 89e                        |
| 93                         | Petr Kelemen (CZE)         | AB-3                       |
| 94                         | Simon Pellaud (SUI)        | 50e                        |
| 95                         | Joël Suter (SUI)           | AB-1                       |
| 96                         | Roland Thalmann (SUI)      | 36e                        |

| TotalEnergies TEN | TotalEnergies TEN       | TotalEnergies TEN |
| ----------------- | ----------------------- | ----------------- |
| Num               | Coureur                 | Pos               |
| 101               | Émilien Jeannière (FRA) | 5e                |
| 102               | Thomas Bonnet (FRA)     | 86e               |
| 103               | Valentin Ferron (FRA)   | 100e              |
| 104               | Lorrenzo Manzin (FRA)   | 35e               |
| 105               | Paul Ourselin (FRA)     | 45e               |
| 106               | Baptiste Vadic (FRA)    | 101e              |

| Q36.5 Pro Cycling Team Q36 | Q36.5 Pro Cycling Team Q36 | Q36.5 Pro Cycling Team Q36 |
| -------------------------- | -------------------------- | -------------------------- |
| Num                        | Coureur                    | Pos                        |
| 111                        | Giacomo Nizzolo (ITA)      | 74e                        |
| 112                        | Tobias Ludvigsson (SWE)    | 104e                       |
| 113                        | Matteo Moschetti (ITA)     | 3e                         |
| 114                        | Nicolò Parisini (ITA)      | DQ-1                       |
| 115                        | Joey Rosskopf (USA)        | 105e                       |
| 116                        | Szymon Sajnok (POL)        | 81e                        |

| Burgos-BH BBH | Burgos-BH BBH        | Burgos-BH BBH |
| ------------- | -------------------- | ------------- |
| Num           | Coureur              | Pos           |
| 121           | Clément Alleno (FRA) | 33e           |
| 122           | Jesús Ezquerra (ESP) | 13e           |
| 123           | Aaron Gate (NZL)     | AB-3          |
| 124           | Sebastián Mora (ESP) | 68e           |
| 125           | Óscar Pelegrí (ESP)  | 37e           |
| 126           | Karel Vacek (CZE)    | 65e           |

| Team Polti Kometa PTK | Team Polti Kometa PTK     | Team Polti Kometa PTK |
| --------------------- | ------------------------- | --------------------- |
| Num                   | Coureur                   | Pos                   |
| 131                   | Erik Fetter (HUN)         | 99e                   |
| 132                   | Álex Martín (ESP)         | 59e                   |
| 133                   | David Martín Romero (ESP) | AB-2                  |
| 134                   | Manuel Peñalver (ESP)     | 11e                   |
| 135                   | Javier Serrano (ESP)      | 29e                   |
| 136                   | Diego Pablo Sevilla (ESP) | 52e                   |

| Caja Rural-Seguros RGA CJR | Caja Rural-Seguros RGA CJR | Caja Rural-Seguros RGA CJR |
| -------------------------- | -------------------------- | -------------------------- |
| Num                        | Coureur                    | Pos                        |
| 141                        | Abel Balderstone (ESP)     | 84e                        |
| 142                        | Jokin Murguialday (ESP)    | 83e                        |
| 143                        | Jaume Guardeño (ESP)       | 67e                        |
| 144                        | Mulu Hailemichael (ETH)    | 41e                        |
| 145                        | Eduard Prades (ESP)        | 24e                        |
| 146                        | Gorka Sorarrain (ESP)      | 2e                         |

| Bingoal WB BWB | Bingoal WB BWB         | Bingoal WB BWB |
| -------------- | ---------------------- | -------------- |
| Num            | Coureur                | Pos            |
| 151            | Luca De Meester (BEL)  | 54e            |
| 152            | Cériel Desal (BEL)     | AB-3           |
| 153            | Dimitri Peyskens (BEL) | 46e            |
| 154            | Alexander Salby (DEN)  | 15e            |
| 155            | Thibaut Bernard (BEL)  | AB-2           |
| 156            | Kenneth Van Rooy (BEL) | 49e            |

| Euskaltel-Euskadi EUS | Euskaltel-Euskadi EUS          | Euskaltel-Euskadi EUS |
| --------------------- | ------------------------------ | --------------------- |
| Num                   | Coureur                        | Pos                   |
| 161                   | Jon Aberasturi (ESP)           | 7e                    |
| 162                   | Iker Bonillo (ESP)             | 71e                   |
| 163                   | Xavier Cañellas (ESP)          | 40e                   |
| 164                   | Iker Mintegi (ESP)             | 44e                   |
| 165                   | Andoni López de Abetxuko (ESP) | 47e                   |
| 166                   | Unai Zubeldia (ESP)            | AB-3                  |

| Saint Michel-Mavic-Auber 93 AUB | Saint Michel-Mavic-Auber 93 AUB | Saint Michel-Mavic-Auber 93 AUB |
| ------------------------------- | ------------------------------- | ------------------------------- |
| Num                             | Coureur                         | Pos                             |
| 171                             | Alexandre Delettre (FRA)        | 30e                             |
| 172                             | Lucas Bénéteau (FRA)            | 63e                             |
| 173                             | Romain Cardis (FRA)             | 55e                             |
| 174                             | Théo Delacroix (FRA)            | AB-2                            |
| 175                             | Jérémy Lecroq (FRA)             | NP-2                            |
| 176                             | Joris Delbove (FRA)             | 43e                             |

| Van Rysel-Roubaix VRR | Van Rysel-Roubaix VRR    | Van Rysel-Roubaix VRR |
| --------------------- | ------------------------ | --------------------- |
| Num                   | Coureur                  | Pos                   |
| 181                   | Thomas Boudat (FRA)      | 106e                  |
| 182                   | Rémi Capron (FRA)        | 48e                   |
| 183                   | Célestin Guillon (FRA)   | 32e                   |
| 184                   | Jérémy Leveau (FRA)      | 80e                   |
| 185                   | Emmanuel Morin (FRA)     | 12e                   |
| 186                   | Valentin Tabellion (FRA) | 8e                    |

| Nice Métropole Côte d'Azur NMC | Nice Métropole Côte d'Azur NMC | Nice Métropole Côte d'Azur NMC |
| ------------------------------ | ------------------------------ | ------------------------------ |
| Num                            | Coureur                        | Pos                            |
| 191                            | Jean-Louis Le Ny (FRA)         | NP-2                           |
| 192                            | Jonathan Couanon (FRA)         | 58e                            |
| 193                            | Melvin Crommelinck (FRA)       | 79e                            |
| 194                            | Paul Hennequin (FRA)           | 61e                            |
| 195                            | Alexander Konijn (NED)         | 17e                            |
| 196                            | Andrea Mifsud                  | 111e                           |

| CIC U Nantes Atlantique UCN | CIC U Nantes Atlantique UCN | CIC U Nantes Atlantique UCN |
| --------------------------- | --------------------------- | --------------------------- |
| Num                         | Coureur                     | Pos                         |
| 201                         | Enzo Boulet (FRA)           | 109e                        |
| 202                         | Matisse Julien (CAN)        | AB-2                        |
| 203                         | Artus Jaladeau (FRA)        | 108e                        |
| 204                         | Maël Guégan (FRA)           | 28e                         |
| 205                         | Antoine Hue (FRA)           | 103e                        |
| 206                         | Robin Plamondon (CAN)       | 27e                         |